# Auriglobus modestus
Auriglobus modestus es una especie de peces de la familia Tetraodontidae en el orden de los Tetraodontiformes.

## Morfología
Los machos pueden llegar alcanzar los 10,6 cm de longitud total.

## Alimentació
Come principalmente insectos terrestres, gambas, semillas , en menor cantidad, peces y  escamas de peces.

## Hábitat
Es un pez de mar de clima tropical

## Distribución geográfica
Se encuentran en Asia: Tailandia, Malasia y Indonesia, incluyendo la  cuenca del río Mekong.